# Reinaldo Solari
Reinaldo Solari Magnasco (Iquique, 20 de enero de 1925-5 de octubre de 2021) fue un empresario chileno, uno de los artífices junto a su sobrino Juan Cúneo de la consolidación del grupo Falabella.

## Familia
Reinaldo Solari fue el menor de los ocho hijos del matrimonio formado por Juan Bautista Solari Queirolo y María Magnasco. Estudió en el Colegio Don Bosco Iquique y después, en el Liceo de Iquique. Posteriormente, estuvo en el Internado Nacional Barros Arana y luego ingresó a ingeniería civil en la Universidad de Chile.
Se casó con Vinka Donaggio con quien tuvo tres hijos Piero, Sandro, y Carlo.

## Biografía
Llegó a Santiago a vivir con su hermano Alberto Solari a las torres de departamentos que están en avenida Santa María cerca del Puente Loreto. Egresado de ingeniería civil comenzó a trabajar en diversos proyectos, entre los que destaca la construcción de las Torres de Tajamar. Con el paso del tiempo se dedicó con su empresa a la construcción de los locales de Falabella, que era administrada por su hermano Alberto Solari, quien se casó con la heredera de Falabella. Tras la muerte de su hermano Alberto Solari, se hizo cargo de la tienda que tenían en la calle Ahumada en Santiago de Chile.
A la propiedad de Falabella, Solari llegó en 1980, en equipo con sus sobrinos Juan Cúneo Solari y Sergio Cardone Solari. Desde ese momento comenzó el despegue de Falabella, proceso al cual se integró posteriormente la familia Del Río.
Su hermano Alberto tuvo tres hijas. Fue Reinaldo Solari quien fue el representante de ellas en la compañía. Liliana comentó a El Mercurio que Reinaldo Solari “es como mi papá. Llegó a vivir con nosotros cuando entró a la universidad, jovencito y al revés de todo el resto de los Solari, yo le digo que salió alemán, no sé a quién. Nos llevaba a esquiar, a hacer gimnasia. Vivió con nosotros hasta después que nos casamos nosotras. Nos ayudaba con las tareas de matemáticas, tenía el ojo a qué hora llegábamos. Nos exigía en los estudios. Yo creo que él nos tomó casi como hijas. No se casó hasta que nos casamos las tres”.
Murió el 5 de octubre de 2021 a los 96 años de edad.

## Falabella
Falabella es una de las firmas más grandes del país, con un patrimonio bursátil de algo más de US$ 22 mil millones.
La firma pasó de tener una tienda en el centro de Santiago a ser un retailer con 70 tiendas distribuidas en Chile, Argentina, Colombia y Perú, más 101 tiendas Sodimac, sumado al negocio financiero, el Banco Falabella, supermercados Tottus, la participación accionaria en Mall Plaza y agencia de viajes.
Además de ser uno de los controladores de Falabella, su familia Solari Donaggio creó Megeve Investments, el family office con inversiones en Inmobiliaria Enaco, Haldeman Mining Company, Parque del Recuerdo, la termoeléctrica Termotasajero en Colombia (Colgener) y la salmonera AquaChile. La familia también participa en la corporación sin fines de lucro Aptus Chile, cuyo foco es la educación básica en sectores vulnerables.
Reinaldo Solari dejó la actividad empresarial en 2010 dejando a sus tres hijos a cargo de los negocios de la familia. Sus hijos Piero, Carlo, y Sandro Solari comparten el control de cerca del 11% de la Falabella. Calculando sobre la base de dividendos históricos y el desempeño de mercado, probablemente controlen en conjunto una cartera de inversiones de, al menos, US$ 125 millones, lo que le da a cada hermano un patrimonio neto de más de US$ 1.000 millones, según el listado de Bloomberg.

## Premios
- Premio “Diego Portales” de la Cámara Nacional de Comercio de Chile.[11]
- Premio ESE a la Familia Empresaria 2011.[9]
- World Retail Hall of Fame[12]